# Las Flores Estancia
Las Flores Estancia también como Las Flores Adobe o Sitio Las Flores es un edificio histórico ubicado en Camp Pendleton, California.  Las Flores Adobe se encuentra inscrito como un Hito Histórico Nacional en el Registro Nacional de Lugares Históricos desde el 24 de noviembre de 1968.

## Ubicación
Las Flores Adobe se encuentra dentro del condado de San Diego en las coordenadas 33°17′59″N 117°27′23″O / 33.299722, -117.456389.